# Christian Jambet
Christian Jambet, né le 23 avril 1949 à Alger, est un philosophe français. Il est élu le 8 février 2024 à l'Académie française.

## Biographie

### Jeunesse et formation
Fils d'un résistant, Christian Jambet est lauréat du concours général en philosophie (1966).
Dans sa jeunesse, il est attiré par le maoïsme, et part donc pour la Chine de Mao avec une délégation de la Gauche prolétarienne dont il est l'un des dirigeants en 1969. Puis, il rencontre Henry Corbin, spécialiste de l'Iran et de l'islam chiite, avec lequel il travaille sur la philosophie et la poésie persanes. Il apprend le persan et l'arabe après son agrégation de philosophie.

### Enseignant et chercheur
Par la suite, il enseigne à Auxerre, puis à Paris, tout en poursuivant ses travaux d'islamologue et d'iranologue. Il est longtemps professeur agrégé de philosophie en classe préparatoire littéraire de deuxième année (khâgne) au lycée Jules-Ferry de Paris, spécialisé notamment en philosophie islamique. Il est chargé de cours sur l’Islam à l’École supérieure de commerce de Paris, et en philosophie islamique à l’Institut d’études iraniennes (université de Paris III-Sorbonne nouvelle).
Élu en 2011 à l'École pratique des hautes études – à la direction d'études de philosophie islamique qui fut celle de son maître Henry Corbin –, il est membre du Laboratoire d'études sur les monothéismes.
Il consacre ses travaux à l'exploration du devenir des philosophies grecques chez les auteurs arabes et persans, tout en révélant l'apport essentiel des perspectives de pensée différentes qu'introduit l'Islam dans la philosophie. Il a notamment fondé la collection « Islam spirituel » aux éditions Verdier et a a traduit de nombreux textes.

### Académie française
En 2023, il se porte candidat à l'Académie française ; il est élu le 8 février 2024 au fauteuil de Marc Fumaroli (numéro 6) puis est reçu sous la Coupole le 6 février 2025 par Jean-Luc Marion.

### Prise de position
En 1999, il signe la pétition qui s'oppose à la guerre en Serbie, « Les Européens veulent la paix », pétition lancée par le collectif « Non à la guerre ».

### Vie privée
Il est le compagnon de la philosophe Souâd Ayada. Il est le père de la comédienne Pauline Jambet.

### Récompenses
- 2013 : Prix Gegner de l'Académie des sciences morales et politiques[10]
- 2017 : Grand prix de philosophie de l'Académie française.

### Décorations
- Chevalier de la Légion d'honneur
- Chevalier de l'ordre des Palmes académiques
- Officier de l'ordre des Arts et des Lettres[11]

## Publications

### Ouvrages
- Apologie de Platon, Essais de métaphysique, Paris, Grasset, 1976, coll. « Théoriciens », 249 p.
- Avec Guy Lardreau, Ontologie de la révolution :
  - I. L'Ange. Pour une cynégétique du semblant, Paris, Grasset, 1976, coll. « Figures »
  - II. Le Monde. Réponse à la question « Qu'est-ce que les droits de l'homme ? », Paris, Grasset, 1978, coll. « Figures », 281 p.
- La Logique des Orientaux. Henry Corbin et la science des formes, Paris, Le Seuil, coll. « L'Ordre philosophique », 1983, 315 p.
- La Grande Résurrection d'Alamût. Les formes de la liberté dans le shî'isme ismaélien, Lagrasse, éditions Verdier, 1990, 418 p.
- L'Acte d'être. La philosophie de la révélation chez Mollâ Sadrâ, Paris, Fayard, 2002, coll. « L'Espace intérieur », 447 p.
- Le Caché et l'apparent, coll. « Mythes et religions », Paris, L'Herne, 2003, 206 p.
- Avec Mohammad Ali Amir-Moezzi, Qu'est-ce que le shî'isme ?, Paris, Fayard, 2004, 386 p.
- Avec Jean Bollack et Abdelwahab Meddeb, La Conférence de Ratisbonne, enjeux et controverses, Paris, Bayard, 2007, 115 p.
- Mort et résurrection en islam, L'au-delà selon Mullâ Sadrâ, Paris, Albin Michel, 2008, coll. « Spiritualités »
- Qu'est-ce que la philosophie islamique ?, Paris, Gallimard, 2011, coll. « Folio Essais »
- Le Gouvernement divin. Islam et conception politique du monde, Paris, CNRS éditions, 2016  (ISBN 978-2271069962)
- La Fin de toute chose. Suivi de l’Épître du rassemblement de Mullâ Sadrâ, Paris, Albin Michel, 2017, 315 p.
- Le Philosophe et son guide, Paris, Gallimard, coll. « NRF Essais », 2021, 400 p.

### Traductions commentées
- Oscar Wilde : Ballade de la geôle de Reading, trad. et postface de CJ, Verdier, 1994, 104 p.
- Nazîroddîn Tûsî : La Convocation d'Alamût, Somme de philosophie ismaélienne, Verdier, 1996, 375 p.
- Jalâloddîn Rûmî : Soleil du réel, Poèmes d'amour mystique, Imprimerie nationale, 1998, 227 p.
- Se rendre immortel, suivi de la traduction de Mollâ Sadrâ Shîrâzî : Traité de la résurrection, Fata Morgana, 2000, 186 p.

### Éditions et préfaces importantes
- Gilles Susong : La Politique d'Orphée, Essai sur la tradition despotique en Grèce ancienne, Grasset, 1975
- Victor Farias : Heidegger et le nazisme Verdier 1990 (préface)
- Les homélies clémentines, Verdier, 1991
- Leili Echghi : Un temps entre les temps, L'imam, le chi'isme, l'Iran, Le Cerf, 1992
- Henry Corbin :
  - Itinéraire d'un enseignement, Institut français de recherche en Iran, 1993
  - Trilogie ismaelienne, Verdier, 1994
  - Suhrawardi d'Alep, Fata Morgana, 2001
  - Sohrawardi : Le livre de la sagesse orientale, Gallimard, 2003
  - Correspondance Corbin-Ivanow, Peeters, 1999
- Isabelle de Gastine, traduction de : Nezâmi : Les sept portraits, Fayard, 2000
- Michel Cazenave : La chute vertigineuse, Arma Artis, 2001
- S.J. Badakhchani, édition et traduction de : Rawda-yi taslim : Paradise of submission, A medieval treatise on Ismaili thought, Tauris, 2005
- Forough Farrokhzad : La conquête du jardin, Poèmes, 1951-1965, Lettres persanes, 2005
- Farhad Daftary : Légendes des Assassins, Mythes sur les Ismaéliens, Vrin, 2007
- Louis Massignon, Écrits mémorables, 178 textes (pour certains inédits) établis, présentés et annotés sous la direction de Christian Jambet par François Angelier, François L'Yvonnet et Souad Ayada, Robert-Laffont, coll. « Bouquins », 2 volumes, 2009.

### Participation à des ouvrages collectifs
- Philosophies d'ailleurs. Les pensées indiennes, chinoises et tibétaines, sous la dir. de Roger-Pol Droit, éditions Hermann, 2009
- « La science comme événement de l’âme » in Michel Cazenave (dir.), Unité du monde, unité de l'être, Paris, éditions Dervy, p. 297-312, 2005  (ISBN 978-2844543646)

### Autre
- « Discours de réception à l'Académie française au fauteuil de Marc Fumaroli »[12], Paris, le 6 février 2025

#### Philosophie
- Philosophie islamique
- Molla Sadra Shirazi
- Imam ismaélien caché
- Imamologie chiite
- Henry Corbin
- Louis Massignon
- Guy Lardreau
- Souâd Ayada

#### Politique
- Gauche prolétarienne
- Mao-spontex
- La Cause du peuple